# Ćeralije
Ćeralije falu Horvátországban Verőce-Drávamente megyében. Közigazgatásilag Atyinához tartozik.

## Fekvése
Verőcétől légvonalban 33, közúton 41 km-re délkeletre, községközpontjától 11 km-re keletre, a Papuk-hegység területén, a Kaonik-patak mentén fekszik.

## Története
A falu déli részén a Kaonik-patak melletti Topola-dűlő leletei bizonyítják, hogy itt már az ókorban is emberi élet folyt. A mai település valószínűleg a 17. században keletkezett Boszniából érkezett pravoszláv vlachok betelepítésével. A lakosság a térség 1684-ben a töröktől történt visszafoglalása után is helyben maradt. Az első katonai felmérés térképén „Dorf Cseralie” néven találjuk. Lipszky János 1808-ban Budán kiadott repertóriumában „Cseralje” néven szerepel. Nagy Lajos 1829-ben kiadott művében „Cseralie” néven 69 házzal, 431 lakossal szerepel.
1857-ben 368, 1910-ben 1003 lakosa volt. 1910-ben a népszámlálás adatai szerint lakosságának 59%-a szerb, 27%-a horvát, 5-5%-a magyar és német anyanyelvű volt. Verőce vármegye Szalatnoki járásának része volt. Az első világháború után 1918-ban az új szerb-horvát-szlovén állam, majd később (1929-ben) Jugoszlávia része lett.
1991-ben lakosságának 92%-a szerb nemzetiségű volt. A délszláv háború idején a település 1991 októberének elején már szerb ellenőrzés alatt volt. A horvát hadsereg 136. slatinai dandárja az Orkan-91 hadművelet során 1991. december 15-én foglalta vissza. A szerb lakosság elmenekült. 2011-ben 623 lakosa volt.

## Lakossága
| Lakosság változása | Lakosság változása | Lakosság változása | Lakosság változása | Lakosság változása | Lakosság változása | Lakosság változása | Lakosság változása | Lakosság változása | Lakosság változása | Lakosság változása | Lakosság változása | Lakosság változása | Lakosság változása | Lakosság változása | Lakosság változása |
| ------------------ | ------------------ | ------------------ | ------------------ | ------------------ | ------------------ | ------------------ | ------------------ | ------------------ | ------------------ | ------------------ | ------------------ | ------------------ | ------------------ | ------------------ | ------------------ |
| 1857               | 1869               | 1880               | 1890               | 1900               | 1910               | 1921               | 1931               | 1948               | 1953               | 1961               | 1971               | 1981               | 1991               | 2001               | 2011               |
| 368                | 610                | 576                | 711                | 733                | 1.003              | 912                | 958                | 513                | 540                | 534                | 457                | 376                | 284                | 596                | 623                |

## Nevezetességei
A Nagyboldogasszony tiszteletére szentelt pravoszláv harangtornya 1925 és 1930 között épült.